# Minúscula 15
Minúscula 15 (en la numeración Gregory-Aland), ε 283 (Soden) es un manuscrito griego en minúsculas del Nuevo Testamento en 225 hojas de pergamino (18.2 cm por 14.3 cm). Es datado paleográficamente en el siglo XII. Tiene libros litúrgicos y marginalia completa.

## Descripción
El códice contiene el texto completo de los cuatro Evangelios. Contiene también libros litúrgicos con hagiografías: synaxarion y Menologio.
El texto bíblico se escribe en una columna por página, 23-24 líneas por página. Fue escrito en letras ordenadas y regulares.
Las tres primeras páginas están escritas en oro, con miniaturas exquisitas, cuatro en la página 2, cuatro en la página 3.
Tiene iota adscrita.
El texto de los Evangelios está dividido de acuerdo a los κεφαλαια (capítulos), cuyos números se colocan al margen del texto, y los τιτλοι (títulos) en la parte superior de las páginas. También hay una división de acuerdo con las Secciones Amonianas, cuyo número se dan en el margen con referencias a los Cánones de Eusebio (escritos debajo de los números de las Secciones Amonianas).
Contiene Prolegómenos, la Epistula ad Carpianum, tablas del Canon de Eusebio, tablas de los κεφαλαια (tablas de contenido) antes de cada Evangelio, equipo de leccionario en el margen (para uso litúrgico), e ilustraciones.

## Texto
El texto griego del códice es representativo del tipo textual bizantino. Hermann von Soden lo clasificó en Ak (el texto bizantino comentado). Aland lo colocó en la Categoría V. Según el Perfil del Método de Claremont pertenece a la familia textual Kx en Lucas 1 y Lucas 20. En Lucas 10, ningún perfil se hizo.
Al margen de Marcos 16:8 tiene un escolio cuestionable: εν τισι των αντιγραφων, εως ωδε πληρουται ο ευαγγελιστης εν πολλοις δε, και ταυτα φερεται.
El texto de la perícopa de la adúltera (Juan 7:53-8:11) es omitido.

## Historia
Scholz lo dató en el siglo X, Gregory en el siglo XII. Actualmente es datado por el INTF en el siglo XII.
El manuscrito fue llevado a París por Catalina de Médici. Estuvo en manos privadas, y se convirtió en uno de los manuscritos utilizados por Kuster en su reimpresión revisada del Novum Testamentum Graecum de Mill (París 8). Scholz examinó una gran parte de Mateo, Marcos y Juan en el códice. Fue examinado y descrito por Burgon y Paulin Martin. C. R. Gregory vio el manuscrito en 1884.
El códice se encuentra actualmente en la Bibliothèque nationale de France (Gr. 64) en París.

## Lectura adicional
- Gregory, Caspar René (1900). Textkritik des Neuen Testamentes 1. Leipzig: J.C. Hinrichs’sche Buchhandlung. p. 132.

- Datos: Q6869879